# Cal Plataire
Cal Plataire és una obra amb elements modernistes i eclèctics de Guissona (Segarra) protegida com a Bé Cultural d'Interès Local.

## Descripció
Casa modernista de tres plantes que destaca per la gran riquesa decorativa de la seva façana.
A la plata baixa, dues grans portades rectangulars amb els angles arrodonits i les portes de fusta molt treballades, una amb decoracions amb formes sinuoses i l'altra amb ferro forjat que tanca unes obertures de vidre. Les dues portades estan envoltades per una gran motllura on predominen les línies corbes i cadascuna presenta una inscripció a la llinda, " 1913 " a la porta esquerra i les inicials " JG" a la porta dreta. La resta de la façana de la planta baixa presenta unes incisions a la pedra que li dona moviment.
El primer pis, un balcó corregut de forja i dos portes balconeres envoltades per una motllura en forma de frontó, sustentat per columnes solomòniques amb capitells corintis.
Al segon pis apareixen dues portes balconeres iguals a les anteriors, amb dos balcons de forja individuals.
El parament de la primera i la segona planta segueix un esquema de petits carreus de pedra regulars que conformen un encoixinat molt subtil.
L'edifici es corona amb un frontó que trenca els vèrtex amb línies sinuoses i un òcul al centre.